# Rivière Pierreuse (rivière Désert)
Pour les articles homonymes, voir Pierreuse.
La rivière Pierreuse est un affluent de la rivière Désert, coulant au nord de la rivière des Outaouais, dans les cantons d’Égan et de Lytton, dans la municipalité de Montcerf-Lytton, dans la municipalité régionale de comté (MRC) de La Vallée-de-la-Gatineau, dans la région administrative de la Outaouais, au Québec, au Canada.
Ce cours d’eau coule entièrement dans une petite vallée en zone forestière. Cette zone est sans construction humaine.
La surface de la rivière Pierreuse est généralement gelée de la mi-décembre jusqu’à la fin mars.

## Géographie
La rivière Pierreuse prend sa source dans le canton d’Égan, à l’embouchure d’un lac Pontiac (longueur : 1,0 km ; altitude : 254 m), dans la municipalité de Montcerf-Lytton. Ce lac est presqu’à la limite du canton d’Angoumois (situé du côté ouest). L’embouchure de ce lac est située à 22,7 km au nord-ouest du centre-ville de Maniwaki, à 129 km au nord-ouest de la confluence de la rivière Gatineau et à 6,7 km au nord-ouest de la confluence de la rivière Pierreuse.
À partir de l’embouchure du lac Pontiac, la rivière Pierreuse coule sur 9,0 km, selon les segments suivants :
- 3,2 km vers le nord-est dans le canton d’Égan, en traversant le lac Étroit (altitude : m) sur sa pleine longueur, jusqu’à son embouchure correspondant à la limite du canton de Lytton ;
- 3,5 km vers le nord-est, jusqu’à la décharge du lac des Vases (venant de l'ouest) ;
- 2,3 km en serpentant vers l'est et en coupant une route forestière, jusqu’à la confluence de la rivière[2].

La rivière Pierreuse se déverse dans le canton de Lytton, sur la rive ouest de la rivière Désert ; après un parcours en serpentinant, cette dernière se déverse à son tour dans la rivière Gatineau à Maniwaki. Cette confluence de la rivière Pierreuse est située à :
- 2,9 km en amont du hameau Chute-Rouge ;

- 22,4 km au nord de la confluence de la rivière Désert ;
- 12,7 km au sud-est de la Baie Mercier du Réservoir Baskatong ;
- 43,4 km à l'ouest de Mont-Laurier.

## Toponymie
Le toponyme Rivière Pierreuse a été officialisé le 5 décembre 1968 à la Commission de toponymie du Québec.